# Facultad de Traducción e Interpretación (Universidad Autónoma de Barcelona)
La Facultad de Traducción e Interpretación de Barcelona (catalán: Facultat de Traducció i Interpretació de Barcelona, conocida tradicionalmente así por ser el primer centro de estas características en Barcelona y, en general, en España ) es un centro docente universitario perteneciente a la Universidad Autónoma de Barcelona, donde se imparten los estudios de Traducción e Interpretación. Fundada en 1972, fue el primer centro público español en ofrecer estudios universitarios oficiales en Traducción e Interpretación. Por esta razón, es considerada junto a la Facultad de Traducción e Interpretación de Granada como uno de los centros pioneros en la formación de traductores e intérpretes en España.
La Facultad tiene su sede en el Edificio K del campus de la UAB en la localidad de Sardañola del Vallés (catalán: Cerdanyola del Vallès), más concretamente en el barrio de Bellaterra, a unos 20 km de la capital catalana. La facultad, y por ende el campus, está conectada a la capital a través de Renfe Cercanías Barcelona, por la línea C7 estación Cerdanyola Universitat, y a través también de Ferrocarriles de la Generalidad de Cataluña (Línea Barcelona/Sabadell). La duración del trayecto desde Barcelona es de unos treinta minutos.
Creada tan solo cuatro años después de la fundación de la universidad a la que pertenece, es una facultad de larga trayectoria que ha sabido situarse a la vanguardia, con un profesorado de prestigio y con unas modernas instalaciones equipadas con las tecnologías más innovadoras en el campo de la Traducción y la Interpretación. Oferta dos lenguas A o lengua materna (español y catalán), tres lenguas B o primera lengua extranjera (inglés, francés y alemán) y nueve lenguas C o segunda lengua extranjera (inglés, francés, alemán, portugués, italiano, ruso, árabe, chino y japonés). Eventualmente, también oferta como lenguas D o tercera lengua extranjera coreano y polaco.
El ranking anual del diario El Mundo la posiciona como la segunda mejor facultad en su campo de España, tan solo superada por la Facultad de Traducción e Interpretación de Granada. El mismo ranking destaca su excelente preparación en la interpretación consecutiva y simultánea, así como su larga trayectoria en los estudios de Asia Oriental, que la hace pionera en su campo.
Tras la adaptación por parte de la Universidad Autónoma de Barcelona de sus estudios al nuevo Espacio Europeo de Educación Superior, la oferta formativa de la facultad está compuesta por:
- Grado en Traducción e Interpretación
- Grado en Estudios de Asia Oriental
- Máster Oficial en Traducción, Interpretación y Estudios Interculturales

Además, cuenta también con una amplia oferta de títulos propios relacionados con la traducción, la interpretación y la corrección lingüística.

## Reseña histórica
Las raíces de la actual Facultad de Traducción e Interpretación se encuentran en la antigua Escuela Universitaria de Idiomas de la Universidad Autónoma de Barcelona, fundada en 1972 (BOE del 22 de septiembre de 1972), que ya impartía estudios conducentes a los Diplomas de Traductor o Intérprete. Fue el primer centro universitario de estas características en todo el Estado español, seguido de las escuelas Universitarias de Traductores e Intérpretes (EUTI) de Granada (1979) y de Las Palmas de Gran Canaria (1988). He aquí el clásico triángulo de los centros universitarios pioneros en España en la formación de traductores e intérpretes en el ámbito de la Universidad pública.
A pesar de que la única modalidad de enseñanza relacionada con las lenguas prevista por la legislación eran las escuelas de idiomas tradicionales, la Escuela Universitaria de Idiomas de la UAB se perfiló desde sus inicios como un centro de enseñanza universitaria de traducción, tal como demuestran las asignaturas que integraban el primer plan de estudios. Dicho plan de estudios no fue publicado por el Ministerio de Educación hasta 1980 y el nombre de Escuela Universitaria de Traductores e Intérpretes (EUTI) no fue oficialmente reconocido hasta 1984.
En 1992, la EUTI de la UAB se convierte en facultad, con un plan de estudios que permitía a sus alumnos licenciarse con un título general de Traducción e Interpretación o bien escoger entre tres especialidades: Dos Lenguas C, Intérprete de Conferencia Internacional o Traducción Especializada. También destacó su doble licenciatura en Traducción e Interpretación y Filología Francesa, actualmente en proceso de extinción. En 1998 se inaugura un nuevo edificio para la facultad, resultado del rápido crecimiento de la misma en esta década. Desde el curso 1999/2000 hasta la actualidad, la facultad ha venido impartiendo una amplia y consolidada formación de posgrado a través de títulos propios, especialmente en el ámbito de la traducción audiovisual, la traducción jurídica y la corrección lingüística.
En los últimos años el hecho más relevante ha sido la modificación de los planes de estudio, como resultado de la adaptación de la UAB al Espacio Europeo de Educación Superior. En 2006 se inauguró el Grado en Estudios de Asia Oriental, el primero de estas características en España y que permite obtener tres menciones: Lengua y Humanidades de Asia Oriental (chino, japonés o coreano), Economía, Política y Sociedad de Asia Oriental (chino, japonés o coreano) y Cultura, Arte y Literatura de Asia Oriental. En este mismo año también se inaugura un nuevo máster oficial adaptado al EEES, el Máster en Traducción, Interpretación y Estudios Interculturales, que forma parte de la red europea de másteres en traducción. El máster contempla cuatro especialidades (Traducción y Mediación Intercultural, Interpretación profesional, Traductología y Estudios Interculturales, Investigación en Asia Oriental contemporánea) y se sitúa como uno de los mejores en su campo según el ranking anual de El Mundo. Finalmente, en 2009 se inaugura el nuevo grado de Traducción e Interpretación, que permite obtener cuatro menciones: Traducción Especializada, Traducción Editorial, Traducción Social e Institucional, e Interpretación.

## Instalaciones y servicios
La Facultad cuenta con cinco aulas multimedia, con 137 ordenadores, destinadas tanto a la docencia como a las prácticas de las asignaturas, y tres salas de interpretación, con 54 cabinas insonorizadas, equipadas con los sistemas más modernos. Las aulas convencionales también disponen de equipos que facilitan la incorporación de las nuevas tecnologías aplicadas a la docencia. Equipos de grabación y posproducción digital permiten la realización de material audiovisual docente propio.

## Docencia

### Estudios de grado
- Grado en Traducción e Interpretación[9]
- Grado en Estudios de Asia Oriental[10]

### Estudios de posgrado

#### Títulos oficiales
Desde 2006 la facultad viene impartiendo el Máster Oficial en Traducción, Interpretación y Estudios Interculturales, que forma parte de la Red Europea de Másteres en Traducción.
El estudiante debe elegir una de las cuatro especialidades en las que se divide el máster:
- Traducción y Mediación Intercultural (profesional)
- Interpretación (profesional)
- Traductología y Estudios Interculturales (investigación)
- Investigación en Asia Oriental contemporánea (investigación)

#### Títulos propios
Desde 1999 la facultad viene impartiendo ocho títulos propios, entre los que se encuentran:
- Máster en Traducción Audiovisual (desde 2001)[12]
- Máster en Tradumática (desde 2001)[13]
- Máster Europeo en Traducción Audiovisual (desde 2002)[14]
- Posgrado en Interpretación en los Servicios Públicos de Cataluña (desde 2012)[15]
- Posgrado en Traducción Audiovisual (desde 2002)[16]
- Posgrado en Traducción Jurídica (desde 2000)[17]
- Posgrado de Corrección y de Calidad Lingüística (desde 1999)[18]
- Posgrado de Asesoramiento Lingüístico en los Medios Audiovisuales (desde 2004)[18]

## Departamentos docentes
El departamento con docencia mayoritaria en la facultad es el Departamento de Traducción e Interpretación, aunque también participan en la docencia los siguientes:
- Departamento de Economía Aplicada
- Departamento de Filología Catalana
- Departamento de Filología Española
- Departamento de Filología Francesa y Románica
- Departamento de Geografía
- Departamento de Historia Moderna y Contemporánea